# София Хотел Балкан
„София Хотел Балкан“ (до април 2013 г.: „Шератон София Хотел Балкан“) е сред най-големите хотели в София. Разположен е в центъра на София на площад „Света Неделя“ № 5.
Категоризиран е като петзвезден хотел. Разполага със 184 стаи и апартаменти. Сградата на хотела (тогава „Балкан“) е проектирана от архитектите Иван Васильов и Димитър Цолов (архитектурно бюро „Васильов - Цолов“). Зад хотела се намира кръглата църква (ротонда) „Св. Георги“.

След като е преименуван през април 2013 г., хотелът остава в групата хотели на Starwood, но преминава в подгрупата с по-престижната марка Luxury Collection.